# Иоанн XVII
Иоанн XVII (лат. Ioannes PP. XVII; в миру Джованни Сикконе итал. Giovanni Siccone или Иоанн Сикконий, лат. Ioannes Sicconius; X век — 6 ноября 1003) — Папа Римский с 16 мая по 6 ноября 1003 года.

## Биография
Иоанн XVII родился в Рапаньяно (Фермо) и был сыном некоего Иоанна. Он имел жену и трёх сыновей, которые впоследствии стали епископами.
Его избрание 16 мая 1003 года на папский престол поддержали римские аристократы Кресцентии, находившиеся в оппозиции к императору Оттону III.
Единственный сохранившийся официальный документ Иоанна XVII — это письмо от польского миссионера Бенедикта, ученика Бруно Кверфуртского, и его сподвижников, которое касается христианизации славян.
Похоже, что Иоанн стремился наладить отношения с новым немецким королём Генрихом II, но Джованни Кресцентии III этому препятствовал.
Иоанн умер 6 ноября 1003 года в родном городе и был похоронен в Латеранской базилике между двумя дверьми главного фасада.